# Yu Zhicheng
Yu Zhicheng, född 8 juli 1963, är en friidrottare från Kina. Han deltog vid olympiska sommarspelen 1984 och olympiska sommarspelen 1988.